# Ectropothecium adnatum
Ectropothecium adnatum är en bladmossart som beskrevs av Brotherus in Schumann och Lauterbach 1900. Ectropothecium adnatum ingår i släktet Ectropothecium och familjen Hypnaceae. Inga underarter finns listade i Catalogue of Life.